# Laambeek
De Laambeek is een beek in de Belgische provincie Limburg. Ze verbindt diverse natuurgebieden en ook een aantal kastelen bevinden zich in het stroomgebied ervan. Een deel van de vallei is Europees beschermd als Natura 2000-gebied 'Valleien van de Laambeek, Zonderikbeek, Slangebeek en Roosterbeek met vijvergebieden en heiden'. Samen met onder meer de Mangelbeek, Slangbeek en Zonderikbeek is ze een van de centrale waterlopen in De Wijers.

## Loop
De Laambeek ontspringt op het Kempens Plateau en wel op de Donderslagse Heide in de gemeente Houthalen-Helchteren. Hier verzamelt het water van enkele stroompjes zich in een moerassige laagte, het Langbroek genoemd. Een zuidelijke tak kwam van de Tenhaagdoornheide waar zich in de 19e eeuw enkele vijvers bevonden. De moerassen waren deels eigendom van de stroomafwaarts gelegen watermolen, welke deze als spaarbekken kon gebruiken. Het water werd ook gebruikt voor het bevloeien ('weteren') van de hooilanden door de boeren. Het weteren geschiedde tot omstreeks 1930. Rond deze tijd had kunstmest de bemesting door bevloeiing verdrongen.
Vanuit het brongebied stroomt de beek in zuidwestelijke richting, parallel aan en ten zuiden van de Mangelbeek, waar ze ter hoogte van Lummen in uitmondt.
Ze stroomt achtereenvolgens door het domein Kelchterhoef, door natuurgebied Tenhaagdoornheide, ten zuidoosten van de wijk Meulenberg, waar de Genaderse Molen zich op de beek bevond, en door natuurgebied Brelaarheide, waar ze de grachten van de Brelaarschans voedde.
Vervolgens kruist de beek de autoweg A2/E314, waar ze enige kilometers ten zuiden van loopt, in de gemeente Zonhoven. Hier is de beek gekanaliseerd en bevindt zich het natuurgebied Kolveren. Even loopt de beek nog ten noorden van de autoweg, langs de natuurgebieden Laambroekvijvers, Laambroeken en Geelberg. Dan verloopt ze weer ten zuiden van de autoweg, door het domein van Kasteel Vogelsanck en het Vogelzangbos en ten noorden van de Bolderberg. Ze voedt de vijvers van Terlaemen en loopt langs Viversel, waarna ze het Albertkanaal kruist. Bij Lummen mondt de Laambeek in de Mangelbeek uit.
Met de Laambeekvallei wordt een reeks natuurgebieden aangeduid die in of nabij de vallei van de Laambeek gelegen zijn en welke eigendom zijn van Limburgs Landschap.

## Galerij

De Laambeek in natuurgebied Brelaarheide
De Laambeek in het Vogelzangbos